# Рамсинга

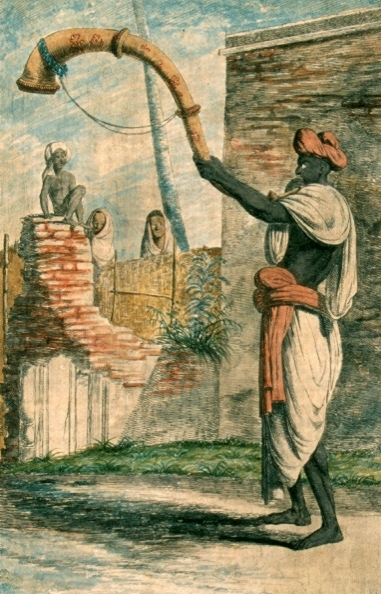
Рамсинга. Изображение французского художника Франсуа Бальтазара в 1799 году. Калькутта

Рамсинга — один из традиционных духовых музыкальных инструментов в Индии, состоящий из четырёх тонких, вставленных одна в другую металлических труб, чаще медных, покрытых краской ярко-красного цвета. Использовалась для подачи сигналов на дальние расстояния, игра требует достаточно сильных и большого объёма лёгких. Имеет достаточно резкий и долгий звук.
Рамсинга упоминается в рассказах итальянского писателя Эмилио Сальгари: «Тайны чёрных джунглей», «Два тигра» и в других.